# Eneko Capilla
Eneko Capilla González (San Sebastián, 13 de junio de 1995) es un futbolista profesional español. Juega como centrocampista y su equipo es la U. D. San Sebastián de los Reyes de la Segunda Federación.

## Trayectoria profesional
Formado en la cantera donostiarra, en 2013 comenzó a jugar con el juvenil de División de Honor, con el que disputó la Champions Juvenil, su buen hacer le sirvió para la siguiente temporada poder ascender a la Real Sociedad B. Desde primeros de año de 2015 comenzó entrenándose con los mayores y David Moyes ya lo había metido en varias convocatorias. 
Capilla debutó en Primera División con 19 años el 1 de mayo de 2015 en un partido Real Sociedad-Levante, jugando los últimos cinco minutos del encuentro.
En la temporada 2015-16, alternó el primer equipo con el filial, convirtiéndose en internacional sub-21.
En julio de 2016, la Real Sociedad y el Numancia llegaron a un acuerdo para la cesión de Eneko al club de Soria hasta el 30 de junio de 2017.
En junio de 2022 fichó por la U. D. San Sebastián de los Reyes para la temporada 2024-25. Una vez esta terminó, llegó a un acuerdo para renovar hasta 2026.

## Clubes
| Club                             | País   | Año       |
| -------------------------------- | ------ | --------- |
| Real Sociedad "B"                | España | 2014-2018 |
| C. D. Numancia (cedido)          | España | 2016-2017 |
| Cultural y Deportiva Leonesa     | España | 2018-2019 |
| Asteras Tripolis                 | Grecia | 2019-2023 |
| Iraklis de Tesalónica            | Grecia | 2023-2024 |
| U. D. San Sebastián de los Reyes | España | 2024-     |